# Clemente Gotti
Clemente Gotti detto Tino (Ponte San Pietro, 7 dicembre 1930 – Genova, 18 agosto 2009) è stato un calciatore italiano, di ruolo centrocampista.
È scomparso nel 2009 all'età di 78 anni.

## Caratteristiche tecniche
Era una mezzala di quantità e qualità, con un buon senso del gol.

## Carriera
Cresce nel Vita Nova (che cambierà denominazione in Ponte San Pietro proprio in quegli anni), con cui debutta in Serie C.
Viene notato ed acquistato dalla Sampdoria che lo fa esordire nel massimo campionato il 30 settembre 1951, nella vittoria esterna sul Legnano. A Genova disputa tre campionati, imponendosi da titolare solo nella seconda stagione ma riuscendo ad andare a rete con buona regolarità (15 le realizzazioni complessive).
Nell'estate 1954 viene ceduto in prestito al Catania, dove resta per una sola stagione chiusa con la salvezza sul campo degli etnei ma con la retrocessione a tavolino a causa di un illecito sportivo. A fine stagione passa quindi al Lecco divenendone una bandiera indossando la maglia bluceleste per sette stagioni che videro i lombardi conquistare la doppia promozione dalla Serie C alla Serie A. Gotti disputa col Lecco due stagioni in massima serie, per poi trasferirsi, dopo la retrocessione del 1961-1962, al Simmenthal Monza, con cui disputerà due stagioni di Serie B prima di chiudere la carriera agonistica.
In carriera ha disputato complessivamente 153 presenze e 25 reti in Serie A e 145 presenze e 27 reti in Serie B.
A fine carriera si era stabilito a Genova, nel quartiere di Sestri Ponente.